# Bibi Andersson
Pour les articles homonymes, voir Andersson.
Berit Elisabeth Andersson, dite Bibi Andersson, est une actrice suédoise, née le 11 novembre 1935 à Stockholm, où elle est morte le 14 avril 2019,.

## Biographie
Berit Elisabeth Andersson est la plus jeune des deux filles de Josef Andersson, homme d'affaires, et de Karin Mansson, travailleuse sociale.
Après des études à l'académie d'art dramatique de Stockholm, puis au conservatoire national, elle est engagée par Ingmar Bergman au théâtre de Malmö. Elle débute au cinéma en 1953. En 1955, Bergman lui offre un petit rôle dans Sourires d'une nuit d'été, puis en 1957 un rôle plus important, celui de la compagne de Jof, dans Le Septième Sceau.
En 1966 Bibi Andersson partage l'affiche avec Liv Ullmann pour le film Persona, l'une des réalisations les plus célèbres du même Bergman.

### Vie privée
Bibi Andersson a été l'épouse du metteur en scène Kjell Grede, de 1960 à 1973.
Elle est hospitalisée en France en 2009 à la suite d'un accident vasculaire cérébral.
Elle meurt le 14 avril 2019 à Stockholm.

## Filmographie
- 1951 : Mademoiselle Julie (Fröken Julie) d'Alf Sjöberg
- 1952 : Ubåt 39 (sv) de Hampe Faustman
- 1953 : Dum-Bom (sv) de Nils Poppe
- 1954 : Vingslag i natten (sv) de Kenne Fant (sv)
- 1954 : Le Trésor d'Arnes (sv) (Herr Arnes penningar) de Gustaf Molander
- 1954 : Une nuit au château de Glimminge (sv) (En natt pa Glimmingehus) de Torgny Wickman
- 1955 : La Jeune Fille sous la pluie (Flickan i regnet) de Alf Kjellin
- 1955 : Sourires d'une nuit d'été (Sommarnattens leende) d’Ingmar Bergman
- 1956 : Le Dernier Couple qui court (Sista paret ut) d'Alf Sjöberg
- 1956 : Le Septième Sceau (Det sjunde inseglet) d'Ingmar Bergman
- 1957 : Entrée réservée (sv) (Egen ingång) de Hasse Ekman
- 1957 : Herr Sleeman kommer (téléfilm) d'Ingmar Bergman
- 1957 : Les Fraises sauvages (Smultronstället) d'Ingmar Bergman
- 1957 : On demande une maison de campagne (sv) (Sommarnoje sokes) de Hasse Ekman
- 1958 : Au seuil de la vie (Narat Livet) d'Ingmar Bergman
- 1958 : Tu es mon aventure (sv) (Du ar mitt aventyr) de Stig Olin
- 1958 : Le Visage (Ansiktet) d'Ingmar Bergman
- 1959 : Le Jeu de l'amour (sv) (Den kara leken) de Kenne Fant (sv)
- 1959 : L'Œil du diable (Djävulens öga) d'Ingmar Bergman
- 1960 : Jour de noces (sv) (Bröllopsdagen) de Kenne Fant
- 1960 : Carnaval (sv) (Karneval) de Lennart Olsson (sv)
- 1961 : La Nuit des otages (Насиље на тргу) de Leonardo Bercovici
- 1961 : Le Jardin des plaisirs (Lustgarden) d'Alf Kjellin
- 1962 : La Maîtresse (Alskarinnan) de Vilgot Sjöman
- 1962 : L'Amour sous le soleil de minuit (sv) (Kort ar sommarren) de Bjarne Henning-Jensen (da)
- 1964 : Toutes ses femmes (For att inte tala om alla dessa kvinnor) d'Ingmar Bergman
- 1965 : Nuit de juin (sv) (Juninatt) de Lars-Erik Liedholm (sv)
- 1966 : Ma sœur, mon amour (Syskonbadd) de Vilgot Sjöman
- 1966 : L’Île (On) d'Alf Sjöberg
- 1966 : La Bataille de la vallée du diable (Duel at diablo) de Ralph Nelson
- 1966 : Scusi, lei è favorevole o contrario? d'Alberto Sordi
- 1966 : Persona d'Ingmar Bergman
- 1967 : Le Viol de Jacques Doniol-Valcroze
- 1968 : Les Filles (Flickorna) de Mai Zetterling
- 1968 : Svarta palmkronor (sv) de Lars-Magnus Lindgren
- 1969 : L'Histoire d'une femme (Storia du una donna) de Leonardo Bercovici
- 1969 : La Partenaire (Violenza al sole) de Florestano Vancini
- 1969 : Tænk på et tal de Palle Kjaerulff Schmidt
- 1969 : Une passion (En passion) d'Ingmar Bergman
- 1970 : La Lettre du Kremlin (The Kremlin letter) de John Huston
- 1971 : Le Lien (Beröringen) d'Ingmar Bergman
- 1972 : L'Homme de l'autre côté (sv) (Человек с другой стороны) de Iouri Iegorov[4]
- 1973 : Scènes de la vie conjugale (Scener ur ett aktenskap) d'Ingmar Bergman
- 1974 : La Rivale de Sergio Gobbi
- 1974 : Après la chute (After the Fall) de Gilbert Cates (téléfilm)
- 1975 : Il pleut sur Santiago de Helvio Soto
- 1975 : Blondy de Sergio Gobbi
- 1977 : Jamais je ne t'ai promis un jardin de roses (I never promised you a rose garden) d'Anthony Page
- 1978 : Un ennemi du peuple (An Enemy of the People) de George Schaefer
- 1978 : L'Amour en question d'André Cayatte
- 1978 : Quintet de Robert Altman
- 1979 : Femme d'une autre (Twee vrouwen) de George Sluizer
- 1980 : Fais donc l'amour, on n'en meurt pas ! (Marmeladupproret) d'Erland Josephson
- 1983 : Surexposé (Exposed) de James Toback
- 1986 : Pauvre Papillon (Pobre mariposa) de Raúl de la Torre - Gertrud
- 1987 : Le Festin de Babette (Babettes Gæstebud) de Gabriel Axel
- 1994 : Le Rêve du papillon (Il sogno della farfalla) de Marco Bellocchio
- 2007 : Arn, chevalier du Temple (Arn - Tempelriddaren) de Peter Flinth

### Récompenses
- Prix d'interprétation au Festival de Cannes en 1958 pour Au seuil de la vie d'Ingmar Bergman
- Prix d'interprétation au Festival de Berlin en 1963 pour Älskarinnan (La Maîtresse) de Vilgot Sjöman
- Étoile de cristal de l'Académie française du cinéma en 1967 pour Syskonbadd (Ma sœur, mon amour) de Vilgot Sjöman